# Człowiek w żelaznej masce (film 1962)
Człowiek w żelaznej masce (fr. Le Masque de fer) – francusko-włoski film przygodowy z 1962 roku zrealizowany na podstawie powieści Aleksandra Dumasa Wicehrabia de Bragelonne.

## Główne role
- Jean Marais jako d’Artagnan
- Jean-François Poron jako Henryk/Ludwik XIV
- Sylva Koscina jako Marion
- Gisèle Pascal jako Mme de Chaulmes
- Jean Rochefort jako Lastréaumont
- Claudine Auger jako Isabelle de Saint-Mars
- Germaine Montero jako Anna Austriaczka
- Simone Derly jako Marie Mancini
- Noël Roquevert jako Mr de Saint-Mars
- Jean Lara jako Renaud de Lourmes
- Jean Davy jako Maréchal de Turenne
- Raymond Gérôme jako Pimentel
- Philippe Lemaire jako Vaudreuil
- Enrico Maria Salerno jako Mazarin
- Clément Thierry jako Maulévrier